# 脱绒委陵菜
脱绒委陵菜（学名：Potentilla evestita）是蔷薇科委陵菜属的植物。分布在俄罗斯、西伯利亚、中亚地区以及中国大陆的新疆等地，生长于海拔2,000米至2,600米的地区，一般生长在高山石缝中和水边。